# إريك بيدفورد
اريك بيدفورد (بالإنجليزية: Eric Bedford)‏ هو أستاذ مدرسة وسياسي أسترالي، ولد في 18 فبراير 1928 في أستراليا، وتوفي في 8 يوليو 2006 بسيدني في أستراليا. حزبياً، نشط في حزب العمال الأسترالي (فرع نيوساوث ويلز) ‏.

## مناصب
- انتخب وزير التعليم [الإنجليزية]‏ (10 فبراير 1984 – 5 أبريل 1984).
- انتخب وزير التعليم [الإنجليزية]‏ (14 مايو 1976 – 29 فبراير 1980).
- انتخب عضو الجمعية التشريعية نيو ساوث ويلز عن دائرة Electoral district of Cabramatta [الإنجليزية]‏ (19 سبتمبر 1981 – 31 ديسمبر 1985).
- انتخب عضو الجمعية التشريعية نيو ساوث ويلز عن دائرة Electoral district of Fairfield [الإنجليزية]‏ (24 فبراير 1968 – 28 أغسطس 1981).